# Puebloviejo (Magdalena)
Puebloviejo es un municipio del departamento del Magdalena, Colombia. Fue fundado en 1526 por el fray Tomás Ortiz. Fue erigido como municipio el 3 de mayo de 1929. Está asentado sobre la isla de Salamanca, delgada franja de tierra entre la Ciénaga Grande de Santa Marta y el Mar Caribe. Puebloviejo dista 38 kilómetros de la capital del departamento, Santa Marta.

## División Político-Administrativa
Además de su Cabecera municipal. Puebloviejo tiene bajo su jurisdicción los centros poblados:
zona Troncal del Caribe
- Isla del Rosario
- Nueva Frontera
- Palmira
- Tasajera

zona Sur Ciénaga Grande
- El Triunfo
- San Juan de Palos Prietos (La Montaña)
- Tierra Nueva

## Historia
Según varios historiadores los orígenes de Puebloviejo se remontan alrededor a 2.500 o 3.000 años de antigüedad, pero de lo no cabe duda es que ya existía cuando llegaron los españoles. Efectivamente, en la segunda década del s. XVII, una expedición española que navegaba por el mar Caribe, probablemente la de Alonso de Ojeda, pasó por un pequeño caserío indígena ubicado en el actual Puebloviejo. Observaron en el lugar a los indios Pextaguas (descendientes de los Caribes), que construían sus bohíos a orillas de una laguna (actual Ciénaga Grande), ya que eran recolectores de moluscos, siendo en su mayoría agricultores de yuca y maíz en una cercana isla continental (actual Isla de Salamanca).
Su primer testimonio escrito está en el libro titulado SUMMA DE GEOGRAFIAS escrito por el explorador y geógrafo español Martín Fernández de Enciso en 1518, y publicado en Sevilla en 1519, donde la llamo "Aldea Grande" afirmando “Muy cerca de labahía de Santa Marta”. Fue catequizado por Fray Juan B. Viana el cual llego el 19 de marzo de 1526, y le dio el nombre de "Playas de San José de la Ciénaga", dejando como patrono a San José en honor a que ese día se realizaba las fiestas de las Falias (Carpintero) en España. Debido a que sus playas eran extensensas y exuberantes, los españoles llegaban ahí por paso obligatorio desde y por el Rio Magdalena/Córdoba y Santa Marta. 
“Villa San José de Puebloviejo”: Posteriormente se volvió a construir “Villa San José de Puebloviejo”, unos kilómetros más alejado del mar, poblado que también sufrió las inclemencias de las olas marinas. En el año 1585, el misionero Fray Luis Zapata de Cárdenas (1515-1590), sacerdote franciscano, establece una parroquia de indios, en la antigua aldea aborigen.
Guerra de Emancipación de los territorios virreinales
El 10 de noviembre de 1820, Puebloviejo fue escenario de una de la batalla de Ciénaga, uno de los episodios más sangrientos ocurridos durante la emancipación de los territorios virreinales entre 2.000 rebeldes y otros tantos realistas, sólo superada por Ayacucho.
Guerra de los Mil Días
El general Florentino Manjarrés  (1859-1927), a quien le decían “El Jorobado”, oriundo de Puebloviejo, fue designado Gobernador del Magdalena en 1893 y en abril de 1900; además tuvo la condición de Ministro de Obras Públicas en 1922, y un militar conservador protagonista de guerras civiles entre liberales y conservadores en el siglo XIX, en especial la Guerra de los Mil Días. Como militar activo le tocó viajar y combatir a sus adversarios en los diferentes pueblos del Magdalena; mandó bombardear a Puebloviejo por acoger las ideas liberales y porque le servía al jefe de ese partido, Rafael Uribe Uribe, de pasadero entre Tenerife y Ciénaga.
Siglo XX
El municipio de Puebloviejo fue fundado en 1526 por el religioso fray Tomás Ortiz y elevado a la categoría de municipio mediante Ordenanza 073 del 3 de mayo de 1929.
Siglo XXI
Explosión de Tasajera
El 6 de julio de 2020, un camión cisterna que transportaba gasolina hacia Barranquilla por la Transversal del Caribe se volcó en el centro poblado Tasajera, lo que aprovecharon algunos de sus habitantes para saquear el combustible. Cuando intentaron sacar la batería del vehículo, el líquido explota dejando a 41 personas muertas y unos 50 heridos. Según el reporte de la policía del Magdalena, al momento del conductor de hacer una maniobra, o tener un micro sueño, el vehículo pierde estabilidad y se sale de la vía provocando el accidente. Según el conductor, el vehículo se volcó al tratar de esquivar una babilla. El conductor salió ileso.
Muchos de sus habitantes viven de la pesca, pero debido a la sobreexplotación de los recursos y la contaminación, dicha actividad no es suficiente para sustentar la economía y muchos de sus habitantes acuden a la informalidad o la ilegalidad. El centro poblado Tasajera no cuenta con agua potable ni alcantarillado y el servicio de electricidad llega al 30% de cobertura.

## Ubicación

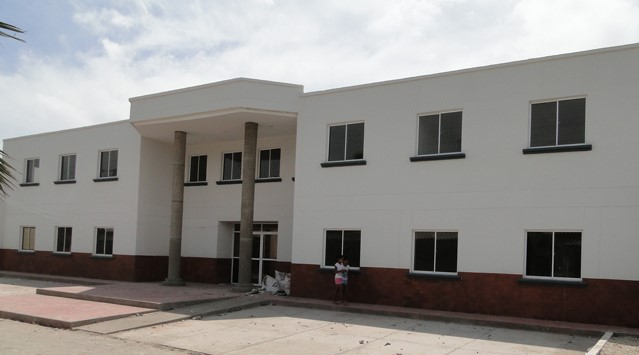
Palacio Municipal de Puebloviejo

Puebloviejo se encuentra ubicado al Norte del Colombia, específicamente al Noroccidente del Departamento del Magdalena, a orillas de la Ciénaga Grande de Santa Marta y el Mar Caribe, su desarrollo urbanístico se ha generado a lado y lado de la carretera troncal del Caribe que une las ciudades de Barranquilla y Santa Marta; dista de Santa Marta a 38 kilómetros y de Barranquilla a 56 kilómetros y a 1426 kilómetros de la capital del país Bogotá.

## Geografía
Posee una extensión de 691 km², de los cuales más del 64% corresponden a cuerpos de agua, distinguiéndose la ciénaga Grande de Santa Marta, la Ciénaga de Sevillano, Ciénaga El Chino entre otros cuerpos menores y el espacio restante, tan solo el 36%, se constituyen en zona firme (incluyendo zonas pantanosas), tiene una altitud de 1m sobre el nivel del mar en la cabecera urbana.

## Hidrología
Puebloviejo es alimentado por los ríos que nacen en la Sierra Nevada de Santa Marta como son los Ríos Aracataca, Fundación, Sevilla, y Río Frío que desembocan en la Ciénaga Grande de Santa Marta, posee unas Quebradas como son: San Joaquín y Soplador o Roncador; posee los Humedales más grandes de Colombia. Cuenta con los caños Clarín, Renegado y Aguas negras que transportan las Aguas del Río Magdalena hacia la Ciénaga Grande de Santa Marta. El Mar Caribe y la Ciénaga Grande de Santa Marta se constituyen en los principales recursos hídricos del municipio, ayudando así a formar la isla de Salamanca.

## Cultura
Las mayores manifestaciones culturales son sus fiestas y festivales, entre los que se encuentran el Festival del Periquillo y las Fiestas de San José.

### Puerto de las Mercedes y la leyenda de Tomasita
El Puerto de Las Mercedes, situado en Puebloviejo, recibió ese nombre porque en una de las tres casas construidas allí, la abuela, la madre y la nieta, se llamaban Mercedes. en ese puerto había un caño llamado el “Caño Cachimbero” muy conocido por los habitantes del pueblo, por el peligro que representaba, por la cantidad de caimanes que lo habitaban, fue en ese lugar donde se originó la Leyenda del Caimán Cienaguero, cuando el referido animal se tragó un 20 de enero del siglo XIX, a la niña Tomasita.

### Festival del periquillo
El Festival del Periquillo es una manifestación cultural, cuyo eje central es la elaboración y exhibición de unos muñecos que dan cuenta de los sentidos que subyacen a la comunidad en medio de las complejidades Políticas, vivencias actuales,  experiencias colectivas, así como de su memoria, y de las maneras en las que se piensa a sí misma.
Es un conjunto de prácticas ancestrales que inserta el ámbito carnavalero del Caribe Colombiano y que se festeja cada 20 de enero en la Cabecera Municpal de Puebloviejo.

### Día n.º 5 del Carnaval - Celebración de la Gran Conquista
Encuentro cultural, celebrado los Miércoles de cenizas en la cancha principal del corregimiento de Tasajera, convirtiéndose en una de las tradiciones más autóctonas y significativas del territorio, haciendo crítica a los tiempos en los que fuimos víctimas del saqueo y el arrasamiento de la cultura ultimada por los conquistadores de la época, en esta oportunidad contamos con Personajes como Indios, Curas, Reina Principal, entre otros miembros de la comunidad que funjen como espectadores y otros como extras.

## Economía

### Comercio
En Puebloviejo la actividad comercial se encuentra constituida por la pesca, el cultivo de palma africana y la sal marina en mínima escala derivada de la extracción artesanal en los playones que se extienden al oriente del casco urbano y en Tasajeras, esta última vendida para el uso en actividades ganaderas, industria de curtiembre y el salado de pescado en la Costa Atlántica.

### Pesca y piscicultura
Una de las actividades económicas principales del municipio de Puebloviejo es la pesca artesanal, su estratégica ubicación entre el Mar Caribe y la Ciénaga Grande de Santa Marta, hacen que cerca del 70% de sus habitantes subsistan del pescado, productos con los cuales se provee no solo la población del municipio, sino también el Municipio de Ciénaga y los Distritos de Santa Marta y Barranquilla. Las especies de mayor captura son, la mojarra, el róbalo, lebranche, el jurel, la lisa, la cojinúa, el pargo, la tilapia, entre otros; el sistema de mercadeo de esta región es considerado tradicionales (el hombre pesca y la mujer vende).

### Turismo

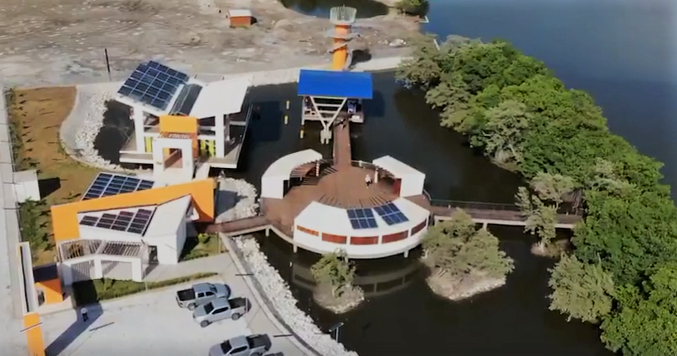

Su ubicación estratégica permite que se puedan desarrollar actividades de turismo de gran envergadura, al encontrarse en un corredor vial entre Santa Marta y Barranquilla, tales como recorrido en lancha por los pueblos palafitos, actividades acuáticas y deportivas, recorrido por los manglares, gastronomía y avistamiento de aves y otros animales.
En el año 2019 se inauguró el proyecto del parador turístico en el sector de la Isla del Rosario. cuenta con áreas de portería, recepción, parqueaderos, restaurante, zona de eventos, faro, zona artesanal, zona de embarque y una plataforma flotante en el corregimiento de Nueva Venecia, municipio de Sitio Nuevo. Además, cuenta con energía generada mediante celdas fotovoltaicas.

### Agropecuario
Algunos de los cultivos más tradicionales son el del maíz, el arroz y la yuca y un tipo de cultivo permanente e importante para la región es la Palma Africana que a nivel industrial ofrece grandes expectativas tanto para el consumo nacional como para el internacional, el área sembrada aproximada de este cultivo es de 4.400 hectáreas y estas actividades económicas son desarrolladas en la zona sur del Municipio.

## Servicios públicos
- Energía Eléctrica: Air-e, es la empresa prestadora del servicio de energía eléctrica.
- Gas Natural: Gases del Caribe es la empresa distribuidora y comercializadora de gas natural en el municipio.
- Agua y Aseo: Servipueblo, es la empresa prestadora del servicio de agua potable y aseo a cargo del jurista Carlos Barbur Rodríguez.